# Frisch Auf Göppingen (féminines)
Maillots
La section handball féminin du FRISCH AUF! Göppingen est un club de handball situé à Göppingen dans le Bade-Wurtemberg. Ce club possède également une section de handball masculin (Frisch Auf Göppingen), chacune de celle-ci opérant dans l'élite du championnat allemand.

## Histoire
La section féminine est créée en 1923. Le club atteint la finale de la Coupe Challenge en 2010.

## Équipementiers
| Période                         | Équipementier | Réf.  |
| ------------------------------- | ------------- | ----- |
| saison 2017/18 – saison 2019/20 | Mizuno        | [ 1 ] |
| saison 2020/21 – saison 2021/22 | Joma          | [ 1 ] |
| saison 2022/23 – ?              | Kempa         | [ 2 ] |